# Aderus rufiventris
Aderus rufiventris é uma espécie de inseto besouro da família Aderidae. Foi descrita cientificamente por George Charles Champion em 1924.

## Distribuição geográfica
Habita nas Fiji.